# Sonates per a violí núm. 11-16 (Mozart)
La sèrie de Sonates per a violí núm. 11-16, K. 26-31, consta de sis sonates per a teclat i violí compostes per Wolfgang Amadeus Mozart a principis de 1766 a la Haia, en el transcurs del gran viatge de la família Mozart per Europa. Foren dedicades a la princesa Carolina d'Orange-Nassau amb motiu del divuitè aniversari del seu germà, el príncep Guillem V d'Orange. Aparegueren publicades com a Op. 4 de Mozart.
Aquestes soantes mostren una millora en la tècnica compositiva del petit Mozart amb relació a les sèries que va compondre a París (sonates núm. 1-4, K. 6-9) i a Londres (sonates núm. 5-10,K. 10-15), encara que com a les col·leccions anteriors, predomina la part del teclat sobre la del violí, paper instrumental que es pot considerar opcional.
Mozart va compondre aquestes tres sèries de sonates en el viatge familiar pel nord-oest d'Europa. Com aquest tipus de sonates no eren molt ben rebudes a la seva ciutat natal, Salzburg, Mozart no en tornaria a compondre cap altra fins als anys 1777-1778, quan va emprendre un viatge a Mannheim i París.
Les tonalitats i els moviments de cada sonata són els següents:
- Sonata per a violí núm. 11 en mi bemoll major, K. 26.

Consta de tres moviments:
1. Allegro molto
2. Adagio poco andante
3. Rondeaux (Allegro)

- Sonata per a violí núm. 12 en sol major, K. 27.

Consta de dos moviments:
1. Andante poco adagio
2. Allegro

- Sonata per a violí núm. 13 en do major, K. 28.

Consta de dos moviments:
1. Allegro maestoso
2. Allegro grazioso

- Sonata per a violí núm. 14 en re major, K. 29.

Consta de dos moviments:
1. Allegro molto
2. Menuetto - Trio

- Sonata per a violí núm. 15 en fa major, K. 30.

Consta de dos moviments:
1. Adagio
2. Rondeaux (Tempo di Menuetto)

- Sonata per a violí núm. 16 en si bemoll major, K. 31.

Consta de dos moviments:
1. Allegro
2. Tempo di Menuetto (Moderato)